# Consejo Nacional de Gobierno 1955-1959
El Consejo Nacional de Gobierno que gobernó Uruguay en el periodo 1955 - 1959 resultó elegido en los comicios de noviembre de 1954. 

## Composición
En el periodo comprendido entre 1955 y 1959, el Partido Colorado, logró consagrar la mayoría y la presidencia del ejecutivo. En cuestión el Consejo de Gobierno estuvo integrado por seis miembros colorados, todos ellos pertenecientes a la Lista 15. Por lo contrario, el Partido Nacional solamente tuvo la participación minoritaria de tres miembros, dos del herrerismo y uno por el Movimiento Popular Nacionalista.  
Los cuatro primeros presidieron sucesivamente este Consejo Nacional de Gobierno.
| ← II Consejo Nacional de Gobierno → 1 de marzo de 1955 - 1 de marzo de 1959 | ← II Consejo Nacional de Gobierno → 1 de marzo de 1955 - 1 de marzo de 1959 | ← II Consejo Nacional de Gobierno → 1 de marzo de 1955 - 1 de marzo de 1959 | ← II Consejo Nacional de Gobierno → 1 de marzo de 1955 - 1 de marzo de 1959 | ← II Consejo Nacional de Gobierno → 1 de marzo de 1955 - 1 de marzo de 1959 |
| --------------------------------------------------------------------------- | --------------------------------------------------------------------------- | --------------------------------------------------------------------------- | --------------------------------------------------------------------------- | --------------------------------------------------------------------------- |
| Partido político                                                            |                                                                             | Partido Colorado (como oficialismo)                                         | Partido Colorado (como oficialismo)                                         | Partido Colorado (como oficialismo)                                         |
| Partido político                                                            | Partido Nacional (como minoría)                                             |                                                                             |                                                                             |                                                                             |
| Cargo                                                                       | Cargo                                                                       | Nombre                                                                      | Imagen                                                                      | Referencias y notas                                                         |
| Presidente del Consejo Nacional de Gobierno                                 |                                                                             | Luis Batlle Berres 1 de marzo de 1955-1 de marzo de 1956                    |                                                                             |                                                                             |
| Presidente del Consejo Nacional de Gobierno                                 | Alberto Fermín Zubiría 1 de marzo de 1956- 1 de marzo de 1957               |                                                                             |                                                                             |                                                                             |
| Presidente del Consejo Nacional de Gobierno                                 | Arturo Lezama 1 de marzo de 1957 -1 de marzo de 1958                        |                                                                             |                                                                             |                                                                             |
| Presidente del Consejo Nacional de Gobierno                                 | Carlos Fischer 1 de marzo de 1958 - 1 de marzo de 1959                      |                                                                             |                                                                             |                                                                             |
| Cargo                                                                       | Cargo                                                                       | Nombre                                                                      | Imagen                                                                      | Referencias y notas                                                         |
| Consejeros de Gobierno                                                      |                                                                             | Justino Zavala Muniz 1955-1959                                              |                                                                             |                                                                             |
| Consejeros de Gobierno                                                      | Zoilo Chelle 1955-1959                                                      |                                                                             |                                                                             |                                                                             |
| Consejeros de Gobierno                                                      | Luis Alberto de Herrera 1955-1959                                           |                                                                             |                                                                             |                                                                             |
| Consejeros de Gobierno                                                      | Ramón Viña 1955-1959                                                        |                                                                             |                                                                             |                                                                             |
| Consejeros de Gobierno                                                      | Daniel Fernández Crespo 1955-1959                                           |                                                                             |                                                                             |                                                                             |

## Gabinete
El gabinete tuvo la participación mayoritaria de miembros de la lista 15 del Partido Colorado.
| Gabinete 1955 - 1959                   | Gabinete 1955 - 1959              | Gabinete 1955 - 1959          |
| Cargo                                  |                                   | Nombre                        |
| -------------------------------------- | --------------------------------- | ----------------------------- |
| Interior                               |                                   | Francisco Gamarra 1955 - 1956 |
| Interior                               | Alberto Abdala 1956 - 1957        |                               |
| Interior                               | Florentino Guimaraens 1957        |                               |
| Interior                               | Héctor Grauert 1957 - 1958        |                               |
| Interior                               | Glauco Segovia 1958 - 1959        |                               |
| Relaciones Exteriores                  | Santiago Rompani 1955 - 1956      |                               |
| Relaciones Exteriores                  | Francisco Gamarra 1956 - 1957     |                               |
| Relaciones Exteriores                  | Oscar Secco Ellauri 1957 - 1959   |                               |
| Economía y Finanzas                    | Armando Malet 1955 - 1956         |                               |
| Economía y Finanzas                    | Ledo Arroyo Torres 1956 - 1957    |                               |
| Economía y Finanzas                    | Amílcar Vasconcellos 1957 - 1959  |                               |
| Defensa Nacional                       | Juan Pedro Ribas 1955 - 1956      |                               |
| Defensa Nacional                       | Florentino Guimaraens 1956 - 1957 |                               |
| Defensa Nacional                       | Juan Rodríguez Correa 1957        |                               |
| Defensa Nacional                       | Raúl Gaudín 1957 - 1959           |                               |
| Instrucción Pública y Previsión Social | Renán Rodríguez 1955 - 1956       |                               |
| Instrucción Pública y Previsión Social | Clemente Ruggia 1956 - 1959       |                               |
| Obras Públicas                         | Washington Fernández 1955 - 1956  |                               |
| Obras Públicas                         | Héctor Grauert 1956 - 1957        |                               |
| Obras Públicas                         | Florentino Guimaraens 1957 - 1959 |                               |
| Industria y Trabajo                    | Carlos Moreno 1955 - 1956         |                               |
| Industria y Trabajo                    | Fermín Sorhueta 1956 - 1958       |                               |
| Industria y Trabajo                    | Héctor Grauert 1958 - 1959        |                               |
| Salud Pública                          | Julio César Estrella 1955 - 1956  |                               |
| Salud Pública                          | Vicente Basagoiti 1956 - 1958     |                               |
| Salud Pública                          | Washington Isola 1958 - 1959      |                               |
| Ganadería y Agricultura                | Ramón Bado 1955                   |                               |
| Ganadería y Agricultura                | Amílcar Vasconcellos 1955 - 1957  |                               |
| Ganadería y Agricultura                | Joaquín Aparicio 1957 - 1959      |                               |